# Vailly-sur-Aisne
Vailly-sur-Aisne ist eine französische Gemeinde mit 2.019 Einwohnern (Stand: 1. Januar 2022) im Département Aisne in der Region Hauts-de-France; sie gehört zum Arrondissement Soissons und zum Kanton Fère-en-Tardenois. 

## Lage
Die Gemeinde Vailly-sur-Aisne liegt etwa 20 Kilometer östlich von Soissons und 21 Kilometer südsüdwestlich von Laon am Fluss Aisne und dem parallel verlaufenden Aisne-Seitenkanal, im Südwesten des Höhenzuges Chemin des Dames. Durch die Gemeinde führt die frühere Route nationale 325 (heutige D925). Nachbargemeinden von Vailly-sur-Aisne sind Aizy-Jouy im Norden, Ostel im Nordosten, Chavonne im Osten, Presles-et-Boves im Südosten und Süden, Chassemy im Südwesten sowie Celles-sur-Aisne im Westen.

## Bevölkerungsentwicklung
| Jahr                       | 1962 | 1968 | 1975 | 1982 | 1990 | 1999 | 2006 | 2014 | 2022 |
| Einwohner                  | 1589 | 1830 | 1855 | 1883 | 1980 | 2081 | 2095 | 2018 | 2019 |
| Quellen: Cassini und INSEE |      |      |      |      |      |      |      |      |      |

## Sehenswürdigkeiten
- Kirche Notre-Dame aus dem 12. und 13. Jahrhundert
- Höhle von Abondin, bewohnt im 6. Jahrhundert
- Lavoir
- Brunnen
- französischer und britischer Soldatenfriedhof des Ersten Weltkrieges

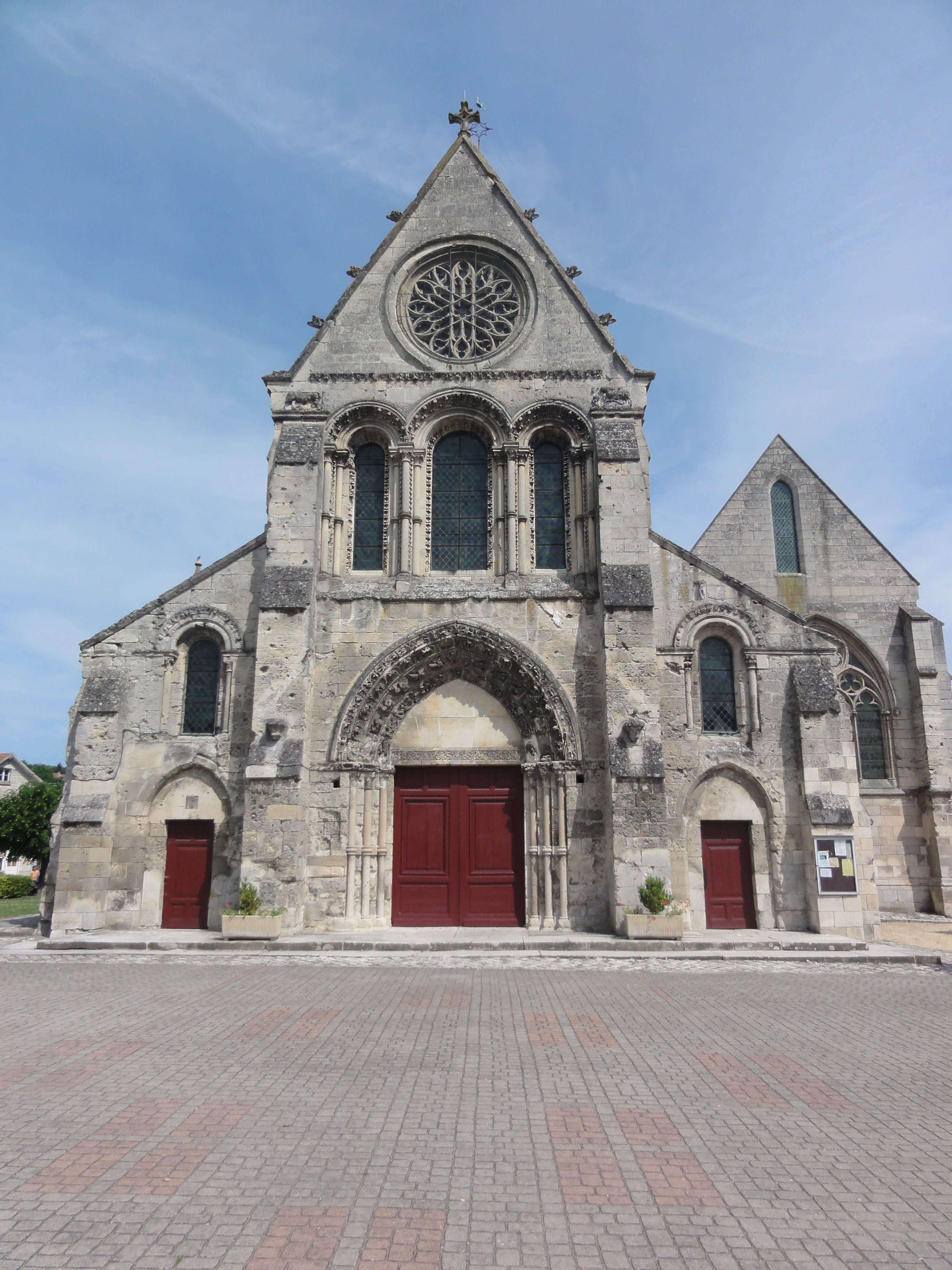
Kirche Notre-Dame
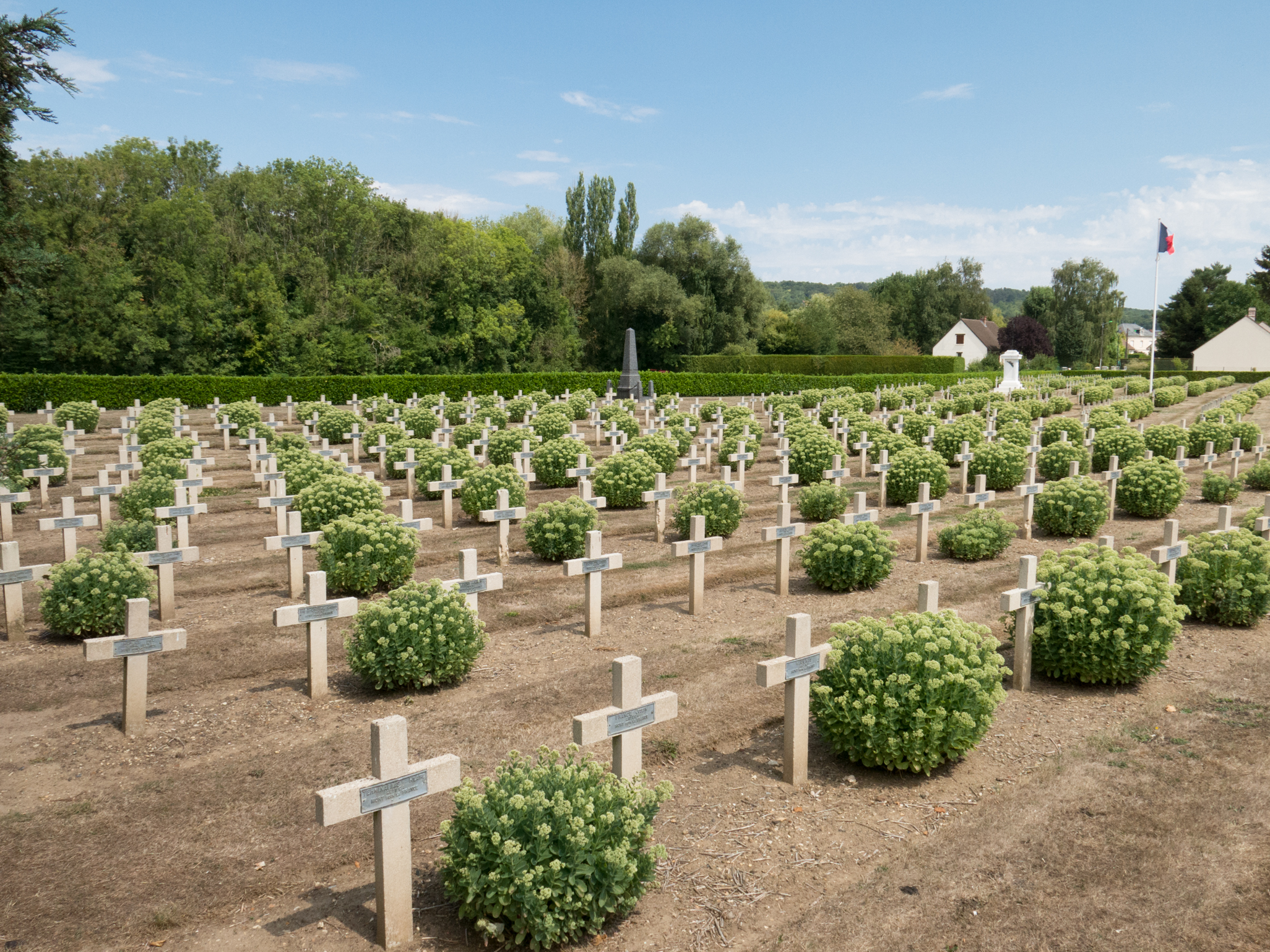
Französischer Soldatenfriedhof
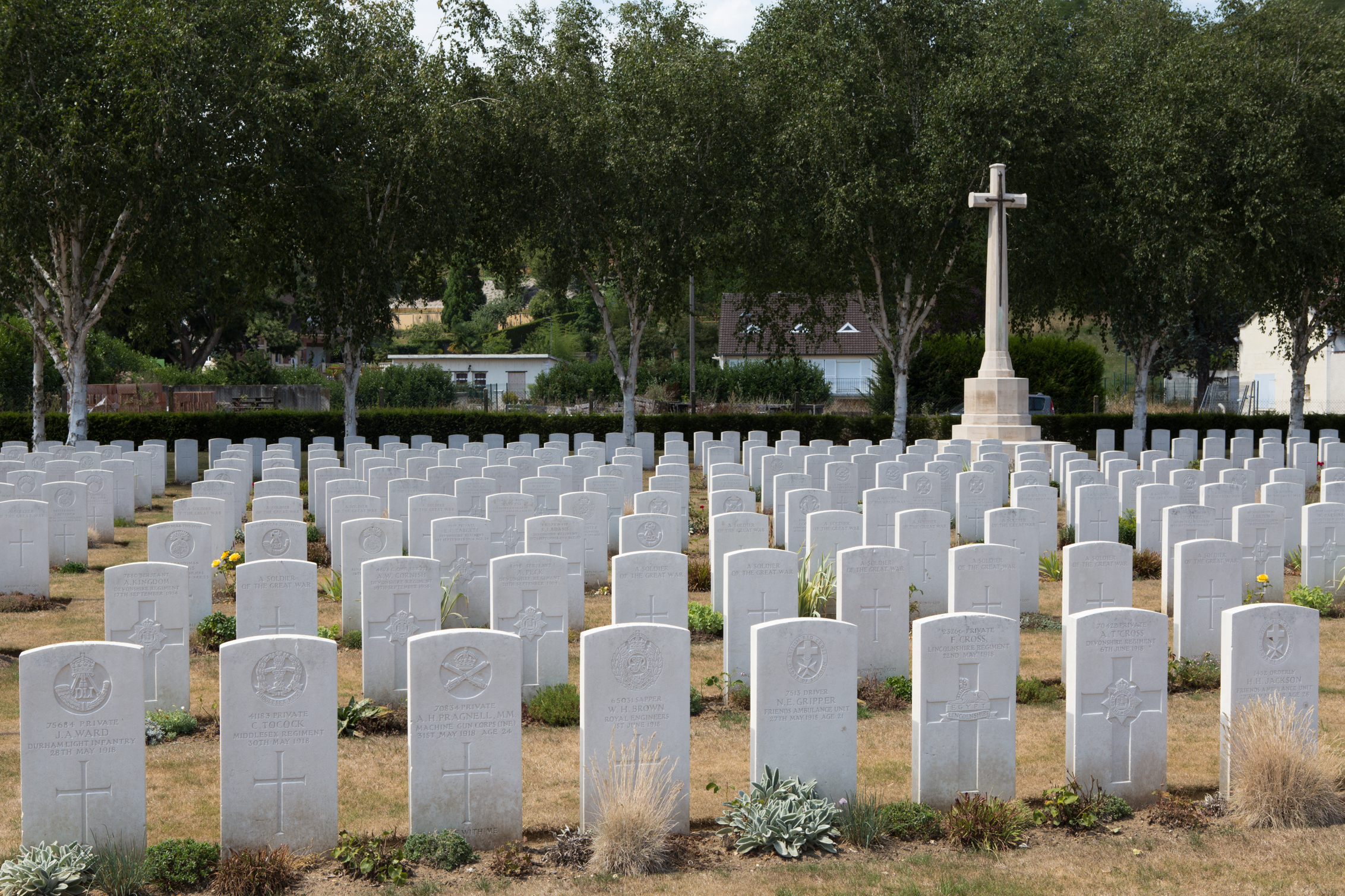
Britischer Soldatenfriedhof
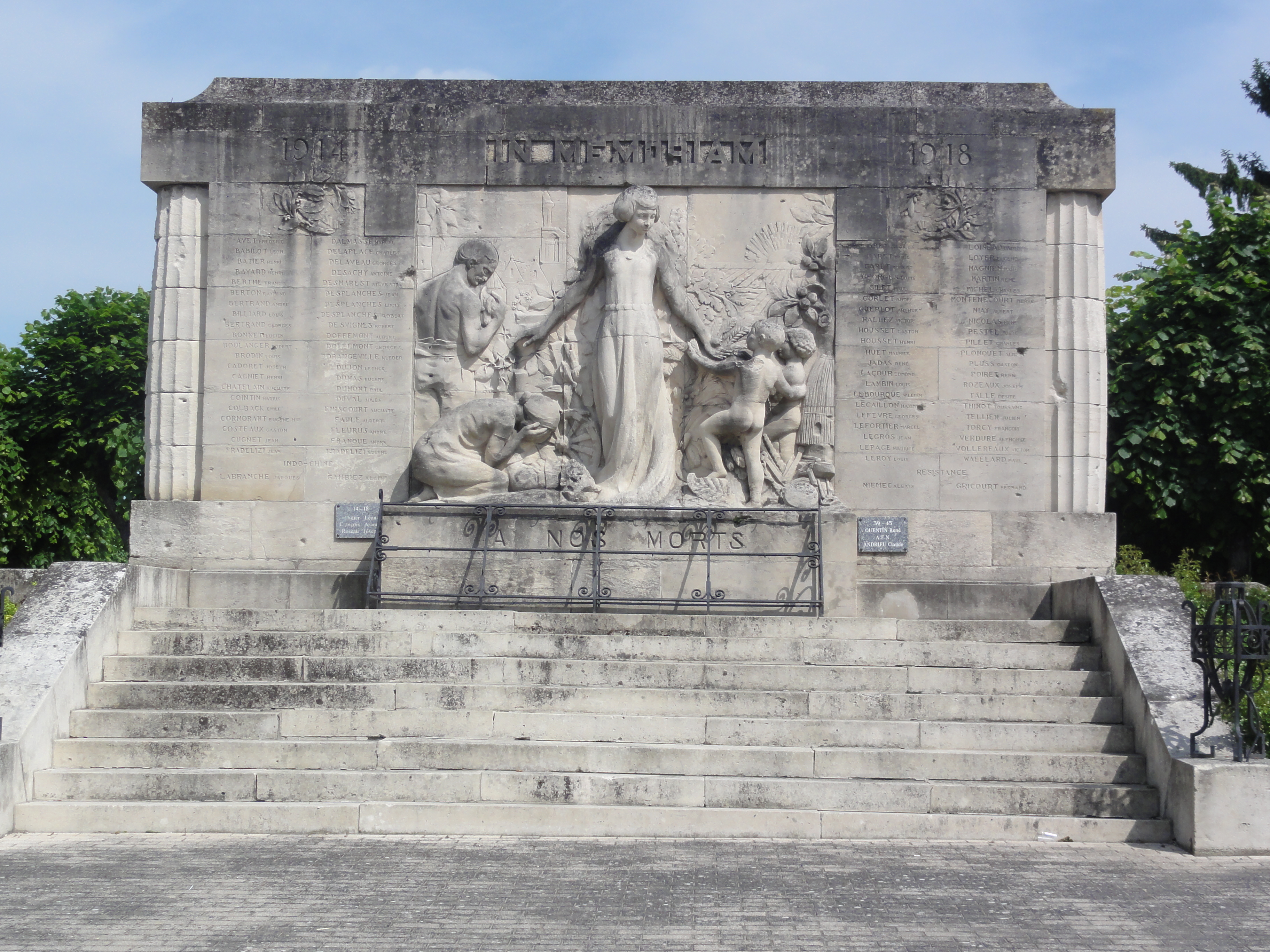
Gefallenendenkmal

## Persönlichkeiten
- Claude Carra Saint-Cyr (1760–1834), Divisionsgeneral
- Antoine-Henri de Latour-Foissac (1782–1855), General der Kavallerie